# 헌트 (2020년 영화)
《헌트》(영어: The Hunt)는 2020년 개봉한 미국의 풍자 공포 스릴러 영화로, 크레이그 조벨이 감독을 맡았다.
기존 2019년 9월 27일 북미 개봉 예정이었으나, 개봉 한 달 전 일어난 데이턴 & 엘패소 총기 난사 사건로 인해 개봉이 연기되기도 했다. 이후 2020년 3월 13일 북미에서 개봉되었다. 개봉 일주일 전 코로나바이러스감염증-19 사태로 인해 많은 극장들이 영업을 중단하면서 그 영향을 직격으로 받았다.

## 줄거리
미국 전역의 사람들이 크로아티아로 납치 되어 영화 속 세계에 퍼져있는 음모론인 “매너게이트”(Manorgate) 피해자들처럼 인간 사냥을 당한다. 그러나 아프가니스탄에서 근무한 경력이 있는 전사인 크리스털은 어시나 등 인간사냥꾼들을 역으로 사냥하기 시작한다.

## 출연
- 베티 길핀 - 크리스털 메이 크리시 역
- 힐러리 스왱크 - 어시나 스톤 역
- 웨인 듀발 - 돈 역
- 이선 수플리 - 게리 역
- 에마 로버츠 - "요가 팬츠" 역
- 아이크 배린홀츠 - 모지스 "스태튼 아일랜드" 역
- 스터질 심프슨 - "바닐라 나이스" 역
- 케이트 나울린 - 몰리 "빅 레드" 역
- 크리스토퍼 베리 - 복서 "타깃" 역
- 저스틴 하틀리 - "트러커" 역
- 실비아 그레이스 크림 - 캐럴라인 "데드 섹시" 역
- 워커 배빙턴 - "밴대나 맨" 역
- 에이미 매디건 - 미란다 "마" 역
- 리드 버니 - 줄리어스 "팝" 역
- 글렌 하워턴 - 리처드 역
- 메이컨 블레어 - 올리버 "폭슨보이" 역
- 우스만 알리 - "크라이시스 마이크" 역
- 스티브 콜터 - 테드 더 닥터 역
- 딘 웨스트 - 마틴 역
- 빈스 피사니 - 피터 역
- 테리 와이블 - 리버티 역
- 스티브 모케이트 - 데일 병장 역
- 제이슨 커크패트릭 - 랜디 역
- J. C. 매켄지 - 폴 역
- 터다세이 영 - 니콜 역
- 해나 알린 - 승무원 역
- 짐 클록 - 기장 오하라 역
- 에리얼 일라이어스 - 디노 역
- 알렉산더 바버라 - 보얀 역